# 6664 Тенньо
6664 Тенньо́ (6664 Tennyo) — астероїд головного поясу, відкритий 14 лютого 1993 року.
Тіссеранів параметр щодо Юпітера — 3,531.
Названо на честь Тенньо (яп. てんにょ(天女) тенньо).